# 洛瓦西
洛瓦西，是匈牙利佐洛州所辖的一个村，总面积9.67平方公里，总人口1211，人口密度125.2人/平方公里（2010年1月1日）。